# Faro di Zonguldak
Il Faro di Zonguldak (in turco Zonguldak Feneri) è un faro costiero situato sulla costa anatolica del Mar Nero, su un promontorio all'ingresso del porto di Zonguldak, nella provincia di Zonguldak, in Turchia.
È gestito e mantenuto dall'Autorità per la Sicurezza Costiera (in turco Kıyı Emniyeti Genel Müdürlüğü) del Ministero dei Trasporti e delle Comunicazioni.

## Storia
Il primo faro, realizzato in legno, fu installato nel 1908. Nel 1920 fu sostituito dall'attuale faro per guidare le navi verso il porto di Zonguldak, la cui provincia fu la prima area di estrazione del carbone in Turchia. La casa del custode è ora un ristorante.

## Descrizione
Il faro è una torre rotonda in muratura bianca, alta 9 metri, con una galleria e una lanterna, attaccata all'estremità di una portineria a un piano.
La sua luce lampeggiante emette, a un'altezza focale di 53 m, un breve flash bianco di 0,5 secondi per un periodo di 5 secondi. Il suo raggio d'azione è di 20 miglia nautiche (circa 37 km).
Identificatore : ARLHS: TUR-057 (TR-10410) - Ammiragliato: N5820 - NGA: 19608.

## Caratteristiche della luce marittima
- Frequenza: 5 secondi (W)
  - Luce: 0,5 secondi
  - Buio: 4,5 secondi